# Латентный туберкулёз
Лате́нтный туберкулёз — состояние здоровья человека, когда он инфицирован микобактерией туберкулёза, но не болен активной формой туберкулёза. У больного наблюдается положительная кожная туберкулиновая проба, но не обнаруживается изменений в лёгких характерных для активного туберкулёзного процесса. Пациенты с латентным туберкулёзом не заразны, более того — устойчивы к повторному заражению.  У них вырабатывается нестерильный иммунитет: гибели возбудителя не происходит, и он остается в организме. Пока микроорганизмы находятся в организме – до тех пор сохраняется иммунитет и при повторном заражении — развития заболевания не происходит. 
Основной риск заключается в том, что примерно 10 % пациентов заболевают активной формой туберкулёза на более позднем этапе жизни. Выявление и лечение людей с латентным туберкулёзом является важной частью контроля распространения этого заболевания.
Передача инфекции также возможна при переливании крови, поэтому даже латентный туберкулез является постоянным противопоказанием к донорству.

## Эпидемиология
Существует мнение, что M. tuberculosis в скрытой форме инфицирована примерно треть населения Земли, и примерно каждую секунду возникает новый случай инфекции. Распространение туберкулёза неравномерно по всему миру, около 80 % населения во многих азиатских и африканских странах имеют положительный результат туберкулиновых проб, и только среди 5—10 % населения США такой тест положителен. Скрытая (латентная) форма никак себя не проявляет и не заразна, но примерно у 1 из 10 cкрытая форма в течение жизни может перейти в активную. Медицинские обследования 2021 года в Сибирском и Дальневосточном федеральных округах России, неблагополучных по туберкулёзу, показали, что в среднем латентную форму инфекции имеют 17,4 — 19,9% обследованных в группах риска, но в разных регионах инфицированы могут быть от 4,8 до 47,6% населения.

## Группа риска
- Начало заболевания, поражающего иммунную систему (например, СПИД), или заболевания, лечение которого влияет на иммунную систему (например, химиотерапия при раке или системные стероиды при астме);
- Недоедание;
- Диабет. У людей с диабетом может быть 18% шанс конверсии в активную форму туберкулеза. Фактически, смертность от туберкулеза была выше у больных диабетом[13];
- Ослабление иммунной системы в связи со старением и пожилой возраст[14];

## Споры
Существуют разногласия по поводу того, имеют ли люди с положительным результатом теста спустя долгое время после заражения значительный риск развития заболевания (без повторного заражения). Некоторые исследователи и представители общественного здравоохранения предупреждают, что это население с положительным результатом теста является «источником будущих случаев туберкулеза».
С другой стороны, исследования концепции латентного туберкулеза, для определения, есть ли у больных туберкулезом пожизненная инфекция, способная вызвать заболевание в любое время в будущем, показывают, что инкубационный период туберкулеза короткий, обычно в течение нескольких месяцев после заражения и очень редко более двух лет после заражения. Они также показывают, что более 90% людей, инфицированных в течение более двух лет, никогда не заболевают туберкулезом, даже если их иммунная система сильно подавлена.
Иммунологические тесты на туберкулезную инфекцию, такие как туберкулиновая кожная проба и анализ высвобождения гамма-интерферона (IGRA), указывают только на перенесенную инфекцию, при этом у большинства ранее инфицированных людей больше не развивается туберкулез.